# Len Carney
Leonard Francis „Len“ Carney DSO (* 30. Mai 1915 in Liverpool; † März 1996 ebenda) war ein englischer Fußballspieler. Als rechter Halbstürmer gehörte er zum Kader des FC Liverpool, der in der Saison 1946/47 die englische Meisterschaft gewann.

## Sportlicher Werdegang
Carney strebte zunächst weniger nach einer Karriere im Profifußball und schloss stattdessen ein Studium an der Liverpool University ab. Er arbeitete als Geschichtslehrer und war Leiter der Chadderton Grammar School. Dazu spielte er als rechter Halbstürmer für kleinere Vereine wie den Northern Nomads und dem FC Marine. Im Jahr 1939 nahm ihn der Erstligist FC Liverpool unter Vertrag, aber der Ausbruch des Zweiten Weltkriegs sorgte sofort für eine langjährige Pause des offiziellen Ligaspielbetriebs. Während der Kampfhandlungen absolvierte Carney 33 „inoffizielle“ Spiele („Wartime Games“) und schoss dabei 15 Tore. Im Jahr 1944 wurde Carney als Soldat in Italien am Bein verwundet, konnte jedoch davon genesen und wurde mit dem DSO-Orden dekoriert.
Als der Ligaalltag zur Saison 1946/47 wieder startete, war Carney bereits 31 Jahre alt. Dennoch debütierte der Amateurfußballer am ersten Spieltag auswärts bei Sheffield United und verdrängte dabei sogar den etatmäßigen Mannschaftskapitän Willie Fagan aus der Startelf. Carnie sorgte in der Partie kurz vor Schluss für das entscheidende 1:0 per Kopf auf Zuspiel von Berry Nieuwenhuys. Der Sieg markierte den Weg für den FC Liverpool, der anschließend die erste englische Nachkriegsmeisterschaft gewann. Carney hatte dabei auch die zweite Begegnung gegen den FC Middlesbrough (0:1) absolviert, danach aber keine weitere Partie mehr bestritten. Erst im Herbst 1947 kam er noch zu vier weiteren Einsätzen, die jedoch seine letzten waren.
Carney kam in den 1930er und 1940er Jahren wiederholt in Sichtungsspielen der englischen Amateurnationalmannschaft zum Einsatz, im Januar 1947 war er Kapitän der Nord-Auswahl gegen den Süden Englands. Sein einziges internationales Spiel war ein Spiel in Luzern im Mai 1949 gegen die Schweiz (Endstand 1:1), die Partie hatte aber nur inoffiziellen Charakter.
Er verstarb im Alter von 80 Jahren in seiner Liverpooler Heimat im März 1996.